# Marguerite Perey
Marguerite Catherine Perey (19 de octubre de 1909 - 13 de mayo de 1975) fue una física francesa. En 1939, Perey descubrió el elemento francio al purificar muestras de lantano que contenían actinio. En 1962, se convierte en la primera mujer en ser elegida para la Academia de Ciencias de Francia.

## Biografía
Perey nació en 1909 en Villemomble, Francia, a las afueras de París, donde se encontraba el Instituto del Radio de los Curie. Aunque aspiraba a estudiar medicina, la muerte de su padre dejó a la familia en dificultades económicas.
Perey obtuvo un diploma en química de la Escuela Técnica de Educación Femenina de París en 1929; si bien no era un título, sí la habilitaba para trabajar como técnica química.  En 1929, a los 19 años, Perey se presentó a una entrevista para un puesto de asistente personal (técnica) de Marie Curie en el Instituto del Radio de Curie en París, y fue contratada.  Marie Curie asumió el papel de mentora de Perey, nombrándola su asistente personal.

## Trayectoria
Bajo la guía de Marie Curie en el Instituto del Radio, Perey aprendió a aislar y purificar elementos radiactivos, centrándose en el elemento químico actinio (descubierto en el laboratorio de Curie en 1899 por el químico André-Louis Debierne).  Perey pasó una década separando el actinio de todos los demás componentes del mineral de uranio, que Curie luego utilizó en su estudio de la desintegración del elemento. Marie Curie murió de anemia aplásica solo cinco años después de que Perey comenzara a trabajar con ella, pero Perey y Debierne continuaron su investigación sobre el actinio y Perey fue ascendida a radioquímica.
En 1935, Perey leyó un artículo de científicos estadounidenses que afirmaban haber descubierto un tipo de radiación llamada partículas beta emitidas por el actinio y se mostró escéptica porque la energía reportada de las partículas beta no parecía coincidir con la del actinio. Decidió investigar por sí misma, teorizando que el actinio se estaba desintegrando en otro elemento (un átomo hijo) y que las partículas beta observadas en realidad provenían de ese átomo hijo. Confirmó esto aislando actinio extremadamente puro y estudiando su radiación muy rápidamente; detectó una pequeña cantidad de radiación alfa, un tipo de radiación que implica la pérdida de protones y, por lo tanto, cambia la identidad de un átomo.  La pérdida de una partícula alfa (que consta de 2 protones y 2 neutrones) convertiría al actinio (elemento 89, con 89 protones) en el elemento 87, teorizado pero nunca antes visto.
Perey anunció el descubrimiento del nunca antes visto elemento 87 como una nota en los Comptes Rendus presentados en la Académie des Sciences por Jean Baptiste Perrin el 9 de enero de 1939 con el título "Sobre un elemento 87, derivado del actinio". El descubrimiento de Perey fue anunciado por Perrin, no por ella misma, porque ella era solo una asistente de laboratorio sin título universitario. Perey nombró al elemento francio, en honor a su país de origen, y se unió a los demás metales alcalinos en el Grupo 1 de la tabla periódica de los elementos. El francio es el segundo elemento más raro (después del astato) —solo existen alrededor de 550 g en toda la corteza terrestre en un momento dado— y fue el último elemento en ser descubierto en la naturaleza.  (Cinco elementos que se descubrieron sintéticamente luego se descubrió que existían en la naturaleza: tecnecio, prometio, astato, neptunio y plutonio).
Perey recibió una beca para estudiar en la Sorbona de París, pero como no tenía una licenciatura, la Sorbona le exigió que tomara cursos y obtuviera el equivalente a una licenciatura para cumplir con los requisitos del programa académico antes de poder obtener el doctorado.  Se graduó de la Sorbona en 1946 con un doctorado en Física. Después de obtener su doctorado, regresó al Instituto del Radio como científica sénior y trabajó allí hasta 1949.
Perey fue nombrada jefa del departamento de química nuclear de la Universidad de Estrasburgo en 1949, donde desarrolló el programa de radioquímica y química nuclear de la universidad y continuó su trabajo sobre el francio. Fundó un laboratorio que en 1958 se convirtió en el Laboratorio de Química Nuclear del Centro de Investigación Nuclear, del que fue directora.  También fue miembro de la Comisión de Pesos Atómicos de 1950 a 1963.
Por su trabajo con el francio, Perey fue nominada cinco veces al Premio Nobel, pero nunca lo recibió.
Irónicamente, Perey esperaba que el francio ayudara a diagnosticar el cáncer, pero en realidad era cancerígeno, y desarrolló un cáncer de huesos que finalmente la mató. Falleció el 13 de mayo de 1975 (a los 65 años). Se le atribuye haber promovido mejores medidas de seguridad para los científicos que trabajan con radiación.

## Legado
Los archivos de Perey, con materiales que datan de 1929 a 1975, se conservan en la Universidad de Estrasburgo. Incluyen cuadernos de laboratorio, materiales de su trabajo como profesora de química nuclear, documentos de su dirección de laboratorio y publicaciones. Todos los documentos se conservan actualmente en los Archivos Departamentales del Bajo Rin.[cita requerida]

## Publicaciones
- "Sur un element 87, dérivé de l'cacacu" Comptes-rendus hebdomadaires des séances de l'Académie des sciences, 208: 97 (1939).
- "Francium: élément 87," Bulletin de la Société chimique de France 18: 779 (1951).
- "On the Descendants of Actinium K: 87Ac223," Journal de Physique et le Radium17: 545 (1956).

## Posiciones académicas
- 1929-34 Asistente Personal de Marie Curie, Institut du Radium.
- 1934-46 Radioquímica, Institut du Radium.
- 1946-49 Maitre de Recherches, Centro Nacional para la Investigación Científica (CNRS), Institut du Radium.
- 1949- Profesora titular de la Cátedra de Química Nuclear, Universidad de Estrasburgo.[cita requerida]

## Educación
- Diplôme d'État de chimiste, École d'enseignement technique féminine, 1929.
- Doctorado en Ciencias, Universidad de la Sorbona 1946.

## Galardones y reconocimientos
- Officier of the Légion d'Honneur 1960
- Grand Prix de la Ville de Paris 1960
- Elegida para la Academia de Ciencias Francesa (Paris) 1962. Primera mujer en ser elegida para la Academia desde su fundación en 1666.
- Premio Lavoisier de la Academia de Ciencias 1964
- Medalla Silver de la Société Chimique de France 1964
- Comendadora de la Orden Nacional del Mérito (Francia) 1974[cita requerida]